# آتش آلپ
آتش آلپ (آلمانی: Höhenfeuer) فیلمی در ژانر درام است که در سال ۱۹۸۵ منتشر شد.